# Superstjärna
Superstjärna (spanska: Superestar)  är en spansk biografisk dramakomediserie som hade premiär den 18 juli 2025 på strömningstjänsten Netflix. Seriens första säsong består av sex avsnitt.

## Handling
Serien utspelar sig under tidigt 2000-tal och skildrar popikonen Tamaras liv och hennes förvandling till Yurena.

## Rollista (i urval)
- Ingrid García-Jonsson - Yurena
- Natalia de Molina - Loly Álvarez
- Carlos Areces - Paco Porras
- Neus Asensi
- Pepón Nieto - Tony Genil